# Ismaël Koné (Leichtathlet)
Ismaël Koné (* 6. November 2000 in Richardson, Texas) ist ein ivorischer Leichtathlet US-amerikanischer Herkunft, der sich auf den Sprint spezialisiert hat und seit 2019 für die Elfenbeinküste startberechtigt ist. Auch sein Vater Gaoussou Koné war für die Elfenbeinküste als Sprinter aktiv.

## Sportliche Laufbahn
Ismaël Koné studierte an der University of Texas at Arlington und wechselte dann an die University of New Orleans. 2022 sammelte er erste Erfahrungen bei internationalen Meisterschaften, als er bei den Weltmeisterschaften in Eugene mit 10,17 s in der ersten Runde im 100-Meter-Lauf ausschied. Im Jahr darauf schied er bei den Spielen der Frankophonie in Kinshasa mit 10,73 s im Vorlauf über 100 Meter aus und 2024 belegte er bei den Afrikameisterschaften in Douala in 10,24 s den fünften Platz. Zudem gewann er mit der ivorischen 4-mal-100-Meter-Staffel in 39,77 s gemeinsam mit Gnamien Nehemie N'Goran, Arthur Cissé und Kouadio Éric Kouamé die Bronzemedaille hinter den Teams aus Ghana und Nigeria.

## Persönliche Bestzeiten
- 100 Meter: 10,00 s (+1,1 m/s), 25. Mai 2022 in Bloomington
  - 60 Meter (Halle): 6,56 s, 24. Februar 2023 in Louisville
- 200 Meter: 20,30 s (+1,1 m/s), 24. Mai 2023 in Jacksonville
  - 200 Meter (Halle): 21,02 s, 28. Februar 2022 in Birmingham